# Murina feae
Murina feae (Thomas, 1891) è un pipistrello della famiglia dei Vespertilionidi diffuso in Asia orientale.

## Etimologia
L'epiteto specifico è dedicato all'esploratore torinese Leonardo Fea, il quale catturò l'olotipo presso Biapo, nel Myanmar, ora conservato presso il Museo di storia naturale Giacomo Doria di Genova con numero di catalogo MSNG 44307.

## Descrizione

### Dimensioni
Pipistrello di piccole dimensioni, con la lunghezza della testa e del corpo tra 35 e 48 mm, la lunghezza dell'avambraccio tra 27,5 e 36 mm, la lunghezza della coda di 35,8 mm, la lunghezza del piede di 7,9 mm, la lunghezza delle orecchie tra 12 e 15 mm e un peso fino a 6,4 g.

### Aspetto
La pelliccia è lunga e si estende sulle ali fino all'altezza dei gomiti e delle ginocchia. Le parti dorsali sono grigie chiare con la base dei peli marrone scura, mentre le parti ventrali sono bianche con la base dei peli marrone scura. Il muso è stretto, allungato, con le narici protuberanti e tubulari. Gli occhi sono molto piccoli. Le orecchie sono arrotondate, il trago è lungo circa la metà del padiglione auricolare ed è sottile. Le ali sono attaccate posteriormente alla base dell'artiglio dell'alluce. I piedi sono piccoli e ricoperti di peli. La coda è lunga ed inclusa completamente nell'ampio uropatagio, il quale è ventralmente ricoperto di peli biancastri. Il calcar è lungo. Il cariotipo è 2n=44 FN=50.

## Biologia

### Alimentazione
Si nutre di insetti.

## Distribuzione e habitat
Questa specie è diffusa negli stati indiani del West Bengal ed Arunachal Pradesh, nel Myanmar, Thailandia, Vietnam, Laos settentrionale e nella Cambogia orientale.
Vive nelle foreste miste sempreverdi e decidue tra 300 e 1.230 metri di altitudine.

## Tassonomia
Inizialmente descritta come nuova specie M.cineracea nel 2011, successivamente l'osservazione dell'olotipo di M.feae ha dimostrato che si tratta della medesima forma e che quindi quest'ultima combinazione ha la precedenza sulla prima. 

## Conservazione
Questa specie, essendo stata scoperta solo recentemente, non è stata sottoposta ancora a nessun criterio di conservazione.